# Women's Suffrage Journal
El Women's Suffrage Journal (El Periódico del Sufragio de las Mujeres) fue una revista fundada por Lydia Becker y Jessie Boucherett en 1870. Inicialmente llamada Manchester National Society for Women's Suffrage Journal tras un año cambió su cabecera reflejando el deseo de Becker de extender su influencia más allá  "la élite liberal radical de Mánchester".

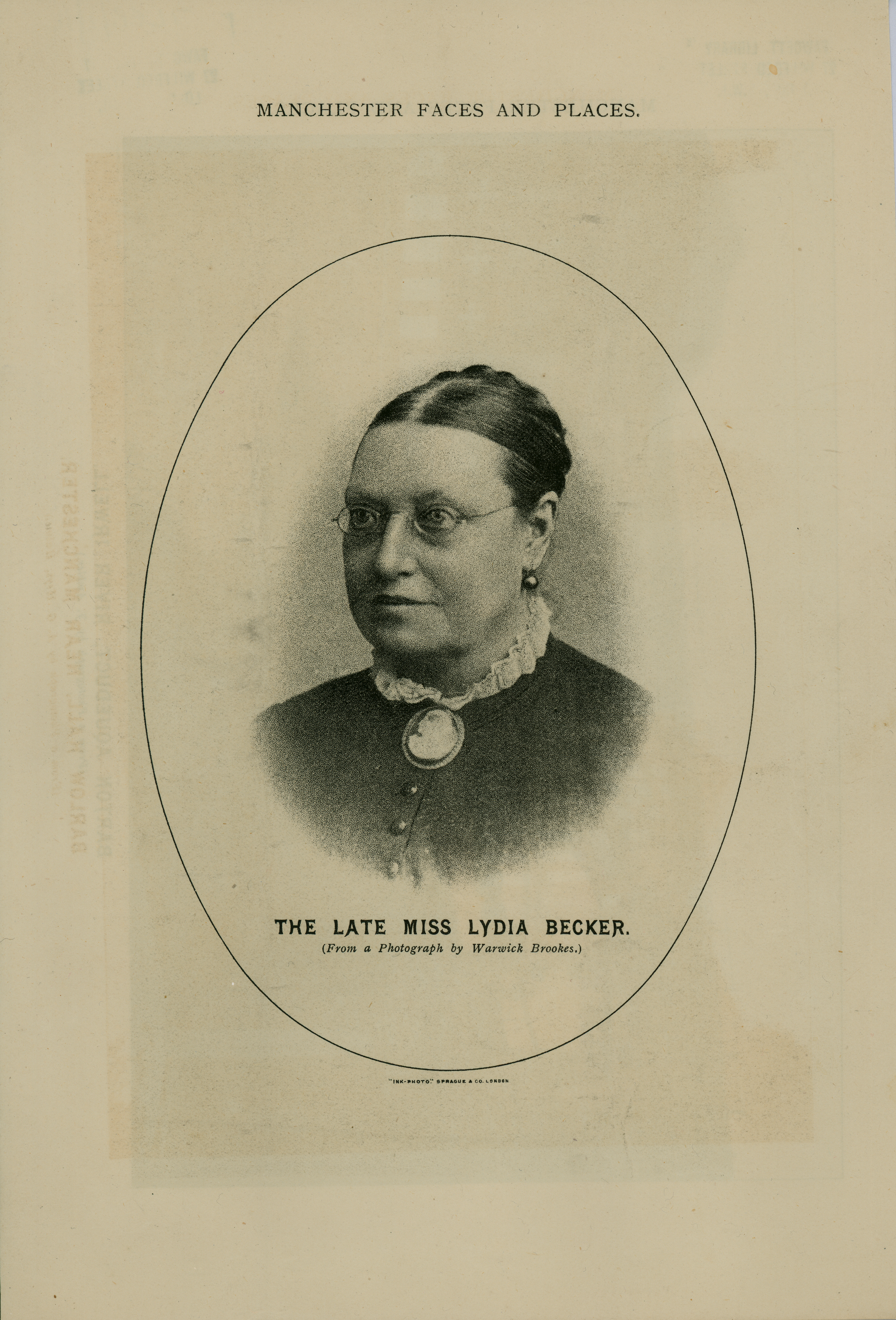
Lydia Becker directora del Women's Suffrage Journal

Publicaba noticias sobre los acontecimientos que afectaban a todas las cuestiones de la vida de las mujeres y de manera particular aquellas que demostraban el apoyo de la población en general al voto de las mujeres en el Reino Unido. Con frecuencia publicó guías sobre como preparar una petición para ser candidata a la Cámara de los Comunes.
La publicación desapareció en 1890 tras la muerte de Becker. La última edición publicó esta nota:

Desde hace veinte años y cuatro meses este Diario ha recibido la impronta de una mano y una mente, de forma que su larga fila de volúmenes forma un trabajo continuo, y ahora, cuando esta cuidadosa mano ha quedado abatida y las energías de esa mente clarividente ha sido llevada más allá de nuestra percepción mortal, parece que el camino más adecuado es cerrar estas páginas donde la señorita Becker las dejó